# Honjo (Akita)

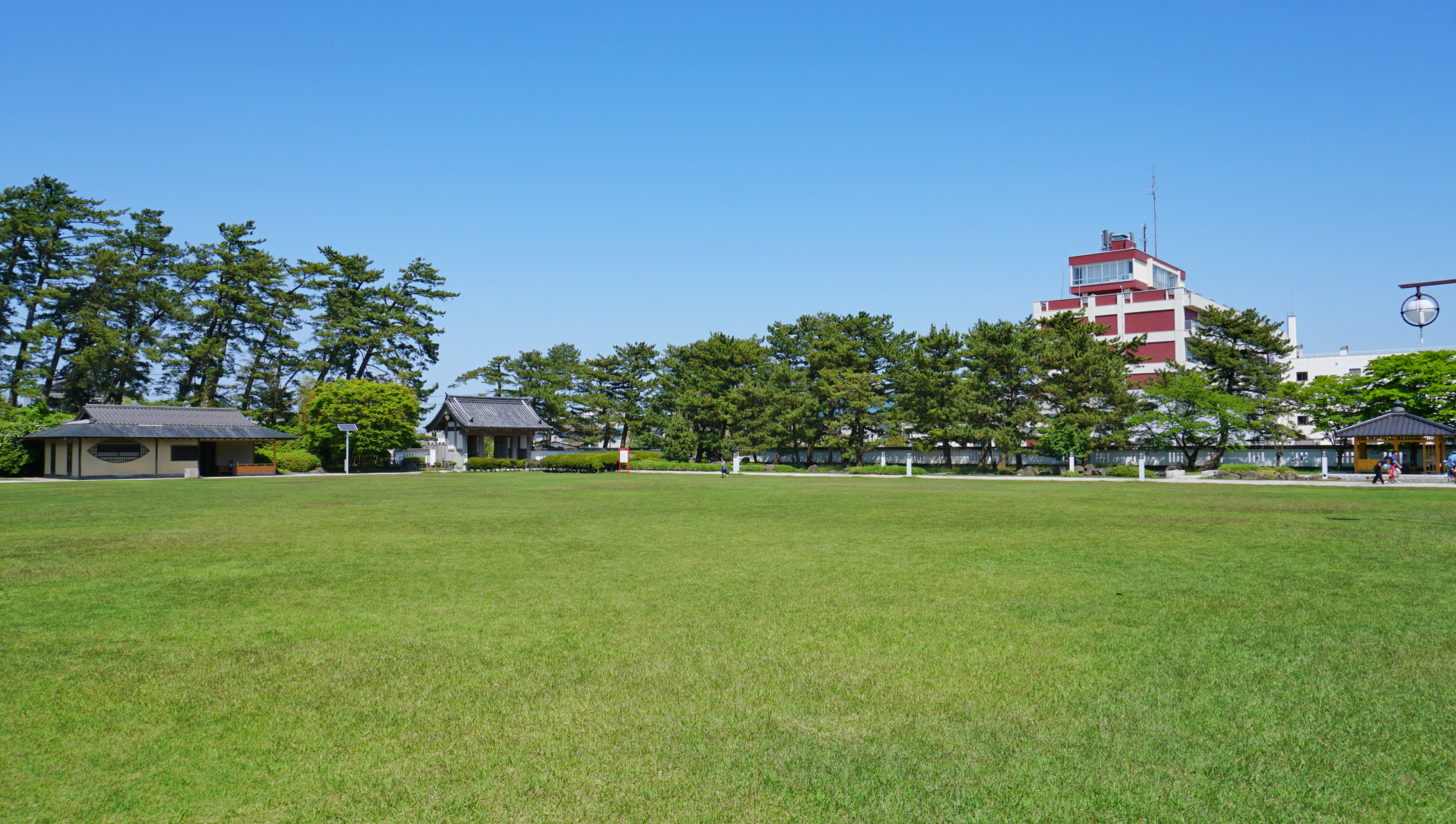
Honjo (Akita)

Honjō (本荘市; -shi) é uma cidade japonesa localizada na província de Akita, na região de Tohoku.
Em 2003, a cidade tinha uma população estimada em 45 580 habitantes e uma densidade populacional de 242,05 h/km². Tem uma área total de 188,31 km².
Recebeu o estatuto de cidade a 31 de Março de 1954.